# Monomorium advena
Monomorium advena är en myrart som beskrevs av Brown och Wilson 1957. Monomorium advena ingår i släktet Monomorium och familjen myror. Inga underarter finns listade i Catalogue of Life.